# 三大事件建白運動
三大事件建白運動（さんだいじけんけんぱくうんどう）は、1887年（明治20年）10月に片岡健吉が元老院に提出した建白書（「三大事件建白」）をきっかけに起きた政治運動。大同団結運動と並んで自由民権運動の運動として知られている。

## 概略
1886年（明治19年）、第1次伊藤内閣の外務大臣井上馨が条約改正のための会議を諸外国の使節団と行うが、日本側の提案には関税の引き上げや外国人判事の任用など譲歩がされていた。このため、小村寿太郎や鳥尾小弥太、法律顧問ボアソナードがこれに反対意見を提出し、更に翌1887年には農商務大臣谷干城が辞表を提出する騒ぎとなった。
これを知った民権派が一斉に政府を非難し、東京では学生や壮士によるデモも起こされた。このような中で片岡健吉を代表とする高知県の民権派が、今回の混乱は国辱的な欧化政策と言論弾圧による世論の抑圧にあると唱えて、（1）言論の自由の確立、（2）地租軽減による民心の安定、（3）外交の回復（対等な立場による条約改正実現）を柱とした「三大事件建白」と呼ばれる建白書を提出した。
折りしも、後藤象二郎による大同団結運動が盛り上がっている最中であり、片岡の他に尾崎行雄や星亨もこれに応じて民権派の団結と政府批判を呼びかけた。対する政府は同年12月に保安条例を発布して片岡はじめ多数の運動家を追放・逮捕し、三大事件建白運動は挫折を余儀なくされた。また、この影響で大同団結運動も分裂を来たし、自由民権運動は大きな曲がり角に差し掛かることになった。